# Antoni Caicedo Iglesias
Pour les articles homonymes, voir Caicedo et Iglesias.
Caicedo  Iglesias est un nom espagnol. Le premier nom de famille, en général paternel, est Caicedo ; le second, en général maternel, souvent omis, est Iglesias.
Antoni Caicedo Iglesias, né en 1949 à Barcelone, est un international espagnol de rink hockey des années 1960 et 1970.

## Parcours
En catégorie jeune, il se forme au HC Saint Just, où il joue entre 1960 et 1968. Cette dernière année, il évolue chez les jeunes au FC Barcelone,,. Par la suite, il accède à l'équipe première  du Barça, où il joue jusqu'en 1976. Il connait le début de la première époque dorée du club, durant laquelle il gagne les premières Coupes d'Europe du club,.
Il est international avec la sélection espagnole chez les jeunes. Il obtient notamment une deuxième place au Championnat d'Europe junior de 1969.
Entre 1996 et 2000, il est entraineur à l'école du F.C. Barcelone
Entre 2000 et 2002, il entraîne à les équipes jeunes du F.C. Barcelone
Entre 2002 et 2005 il entraîne les équipements jeunes du Saint Just.

## Palmarès
FC Barcelone
- Coupe d'Europe:
  - 1972-73, 1973-74
- Ligue d'Espagne:
  - 1973-74
- Coupe d'Espagne:
  - 1972, 1975
  - Comme entraîneur :
  - Champion de Catalogne et d'Espagne, jeune.
  - 2000-2001 et 2001-202